# Sibylla (Unternehmen)

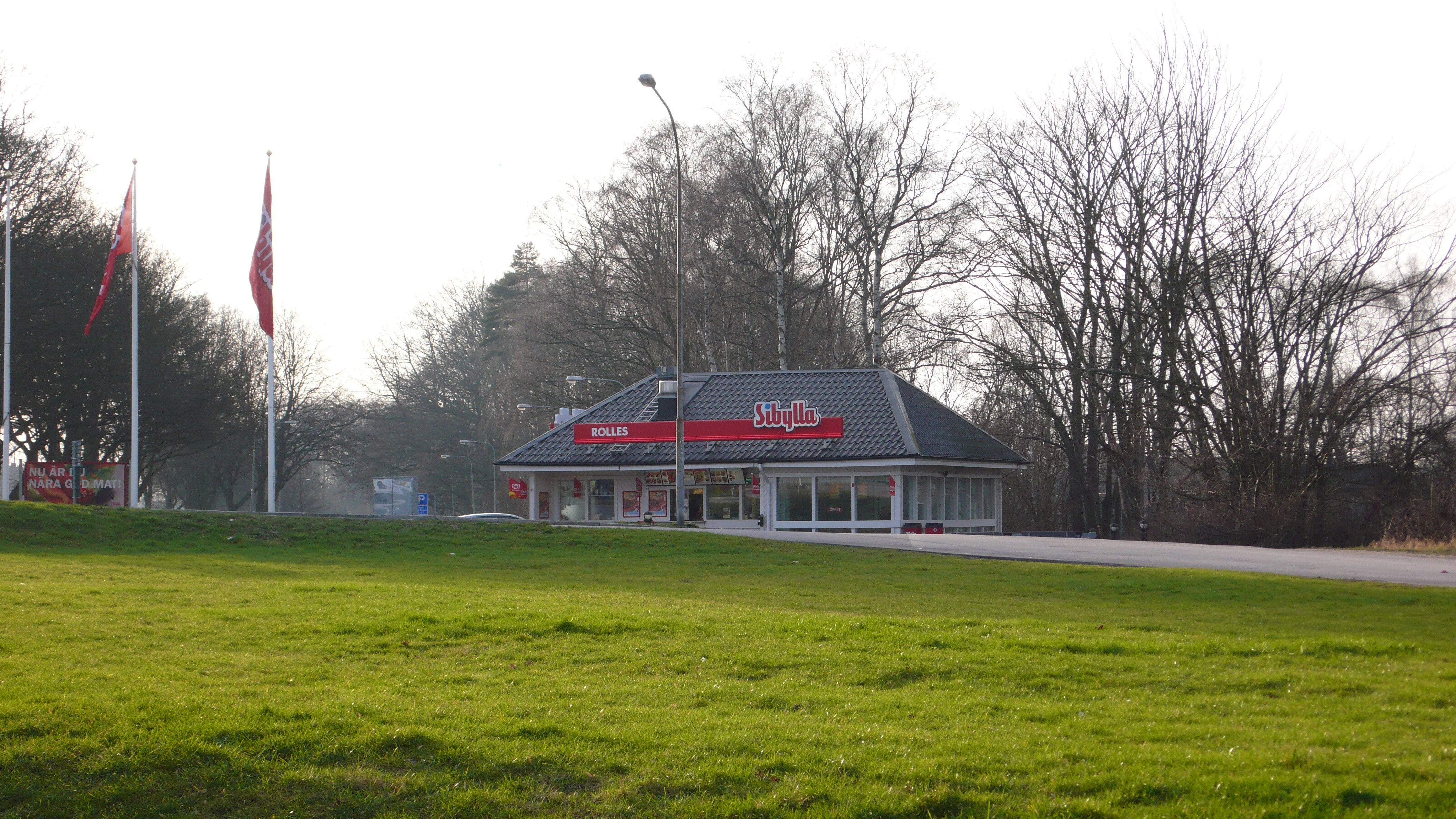
Sibylla-Filiale in Lund

Sibylla ist ein schwedisches Unternehmen der Systemgastronomie.
Das Franchiseunternehmen ist Teil der Nordic Fast Food AB (NFF) mit Sitz in Nacka, die zu 49 % den Franchisenehmern und zu 51 % der Atria Concept AB (Teil des finnischen Lebensmittelkonzerns Atria) gehört. Der Name „Sibylla“ stammt von Sibylla von Sachsen-Coburg und Gotha, der Frau des 1947 verunglückten schwedischen Kronprinzen Gustav Adolf.

## Geschichte
Ihren Ursprung hat die Restaurantkette in den Anfängen des 20. Jahrhunderts. 1907 gründete der Fleischhändler Oscar Lithell das Unternehmen in Kumla. Seit 1932 wurden Würste unter diesem Namen angeboten und so der Markenname lanciert; ab 1972 wurde das Angebot um Hamburger erweitert.

## Porträt
Die Kette hat in ganz Schweden etwa 200 Filialen und hat nach eigenen Angaben einen Marktanteil am Straßenverkauf von 60 Prozent. Die Marke „Sibylla“ gehört zu den bekanntesten Markennamen in Schweden.